# إماريس
إماريس؛ ( فالدوتان : Émarésa ) هي بلدية ومدينة في منطقة وادي أوستا في شمال غرب إيطاليا. يبلغ عدد سكانها 213 نسمة.

## جغرافية
يفضل وضع الإقليم،الواقع في الجزء الشمالي من وادي أوستا، ظروف ضوء الشمس ومشاهدة المناظر الطبيعية.الارتفاع يختلف من 700 م إلى 2107 م تيستا دي كوماجنا.
يربط ممر Tzecore Émarèse وChalland-Saint-Anselme.
تتكون الكومونة من مجموعة صغيرة من القرى الموجودة في واد واسع يطل على سانت فنسنت،بمناخ مشمس محمي من الرياح. كانت المنطقة معروفة جيدًا خلال منتصف القرن الثامن عشر بسبب مناجمها للذهب والأسبستوس.لديها مهنة زراعية بشكل أساسي، مع تطورات حديثة في السياحة.
توفر المناظر الطبيعية إطلالة كبيرة على قمتي Becca di Viou وMont Torché،إلى سلسلة الجبال التي تمتد من Rose des Bancs إلى Mont Émilius وRutor،بالإضافة إلى Mont-Blanc. إلى الأسفل،تُظهر المناظر الطبيعية المدن في الوادي الأوسط ونهر دورا بالتيا.
إنه قريب من TzecoreوJoux يمر عند 1640 م فوق مستوى سطح البحر.يوفر Joux Passمرافق تزلج جبال الألب ومنحدرات عبر البلاد.

## مشاهد
- اندمجت كنيسة أبرشية سانت بانتاليون، المعترف بها منذ عام 1176، من عام 1373 مع كنيسة سان جيرمان، ثم انفصل عنها في عام 1747 الأسقف بيير فرانسوا دي سال. كما أدت إعادة الإعمار بين عامي 1882 و1883 إلى رفع برج الجرس. يوجد به مذبحان خشبيان: أحد مذبح مادونا ذو عمودين ملتويين، ربما نهاية القرن السابع عشر، من الخشب المنحوت المطلي بالذهب جزئيًا؛ القطعة الأخرى للقديس يوسف من بداية القرن الثامن عشر، منحوتة ومذهبة أيضًا، تم ترميمها بعد عام 1786.
- Chapelle de Saint-Roch، مصلى موجود قبل عام 1713، مع مبنى ملحق تم تجديده في 1978-1979، احتفالًا بالعائلة المقدسة.
- بورنا دي غياسا ( Arpitan تعني "الحفرة المثلجة")، موقع مبرد طبيعي، كان يستخدم في الماضي لحفظ الثلج وحفظ الطعام في فصل الصيف.
- مركز دراسة Abbé Trèves، الواقع في قرية إيريز، يستضيف وثائق وأشياء جوزيف ماري تريف.[2]

## روابط خارجية
- مركز دراسة Abbé Trèves